# Långskaftad komossa
Långskaftad komossa (Splachnum sphaericum) är en bladmossart som beskrevs av Hedwig 1801. Långskaftad komossa ingår i släktet parasollmossor, och familjen Splachnaceae. Arten är reproducerande i Sverige. Inga underarter finns listade i Catalogue of Life.

## Bildgalleri

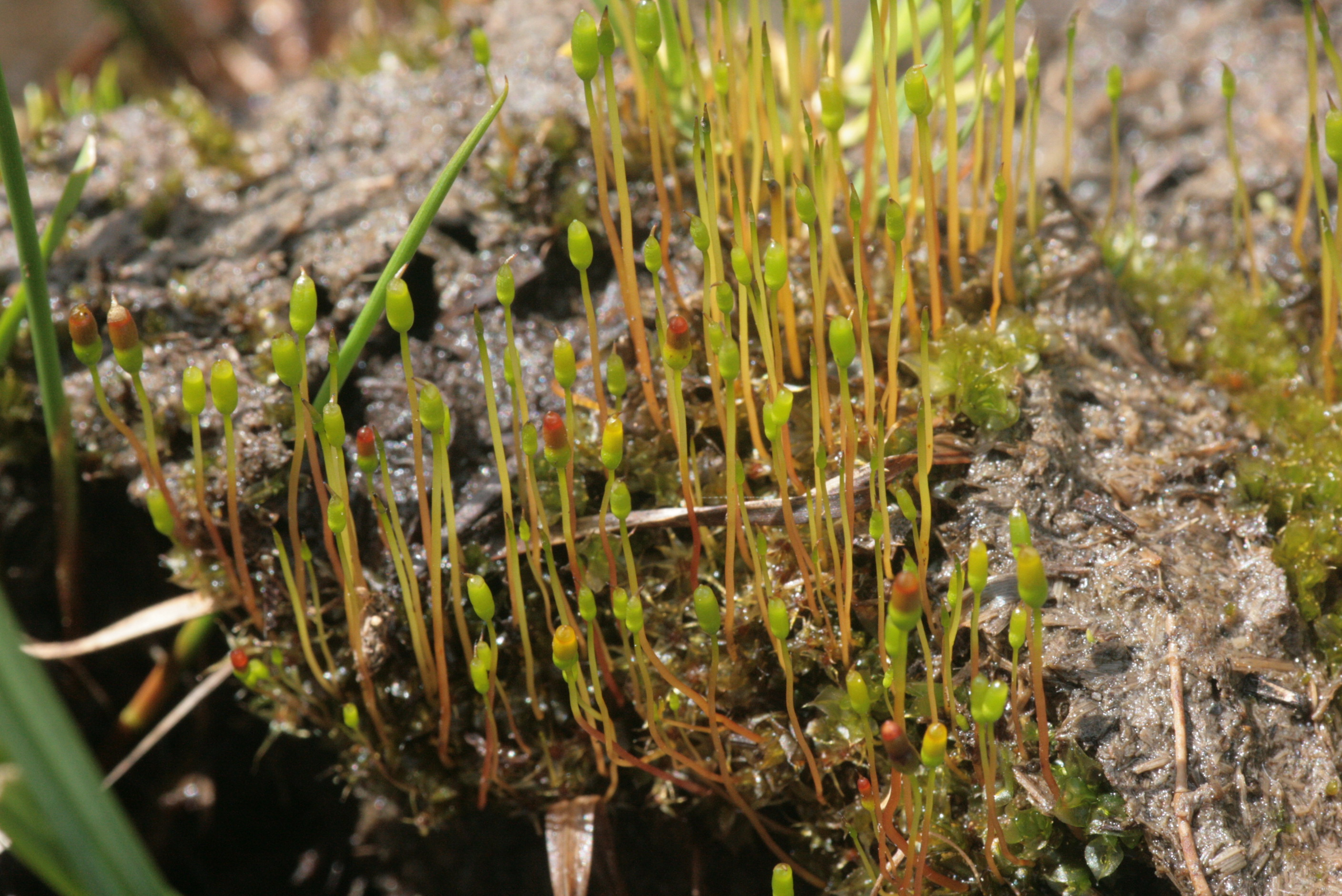
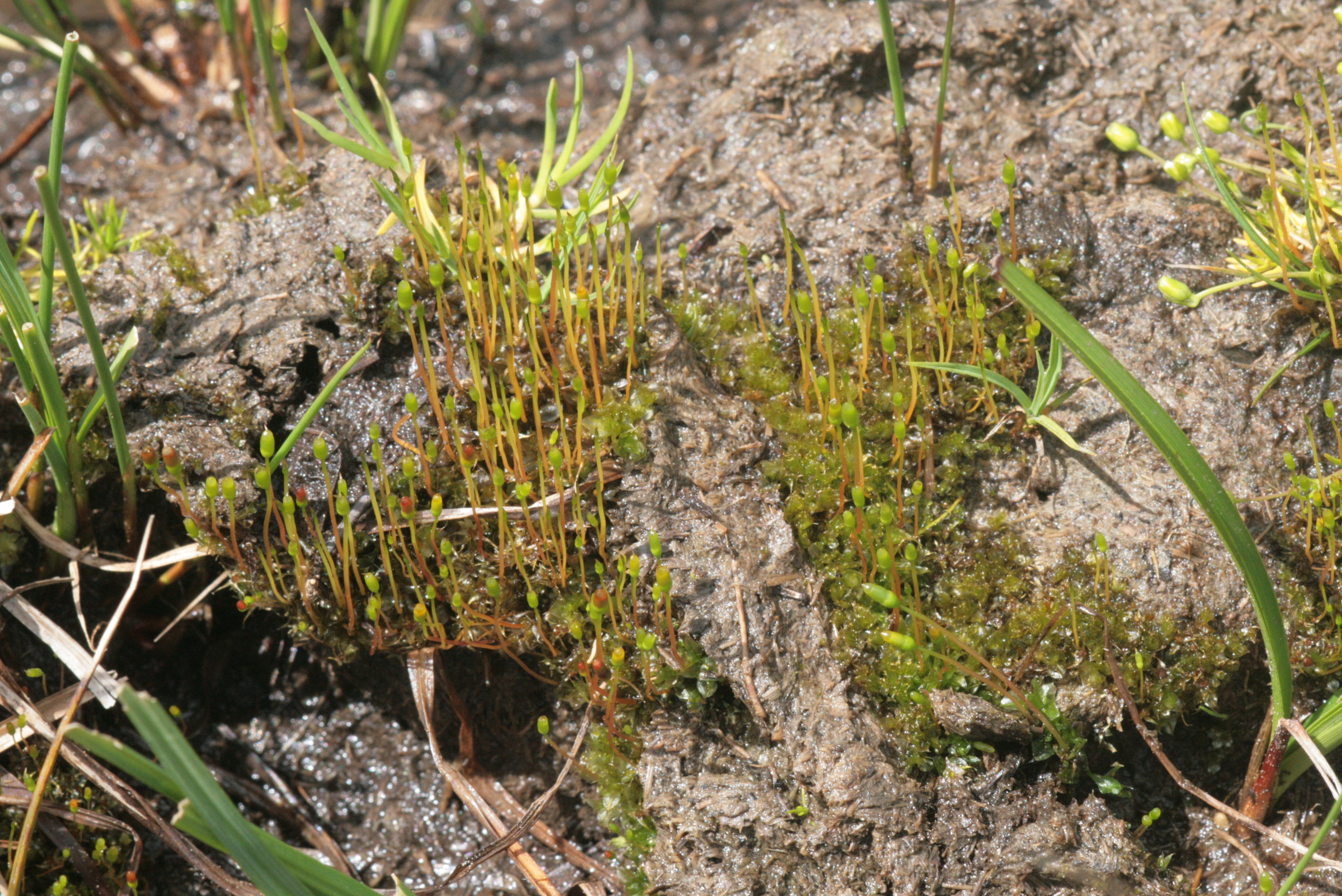
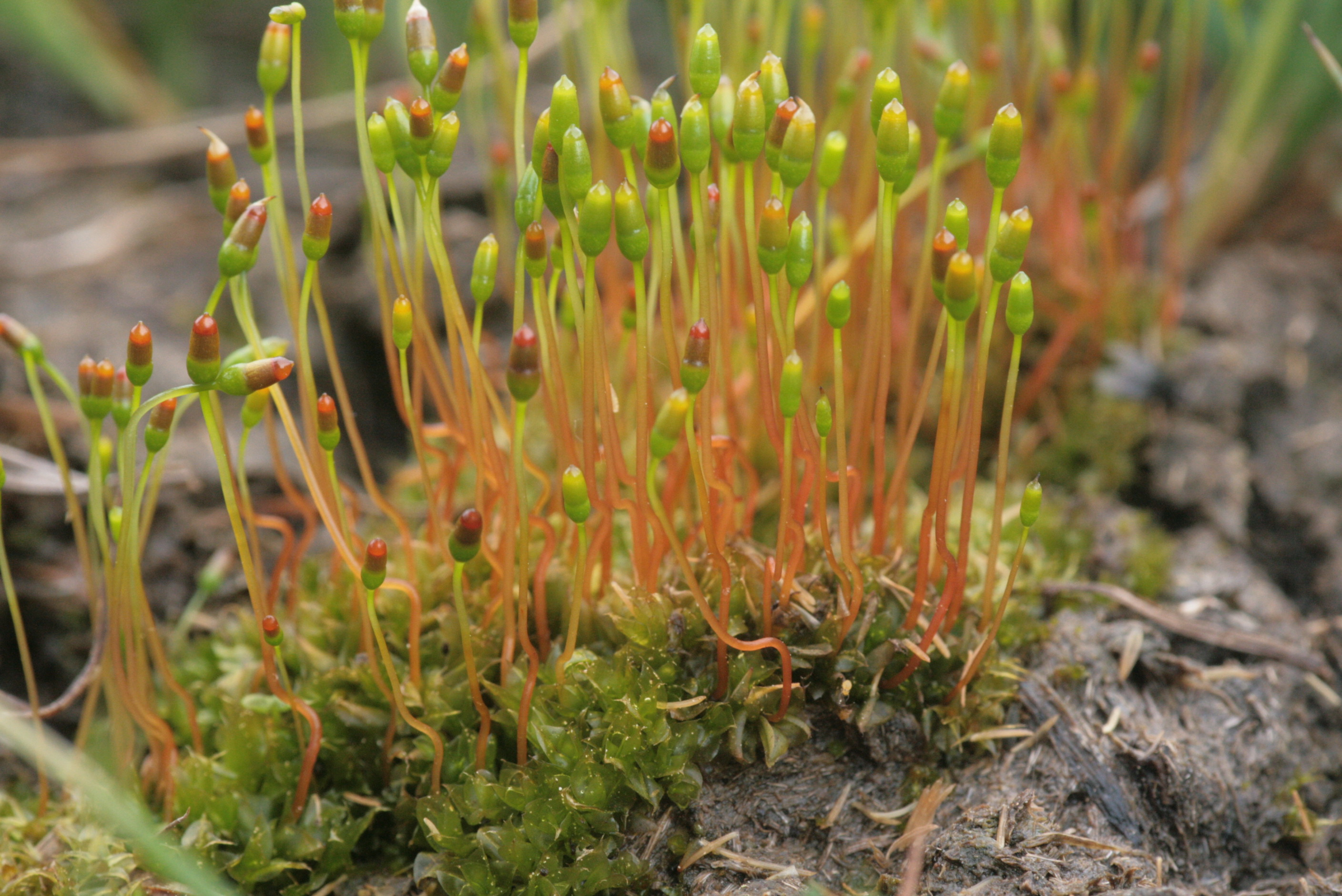
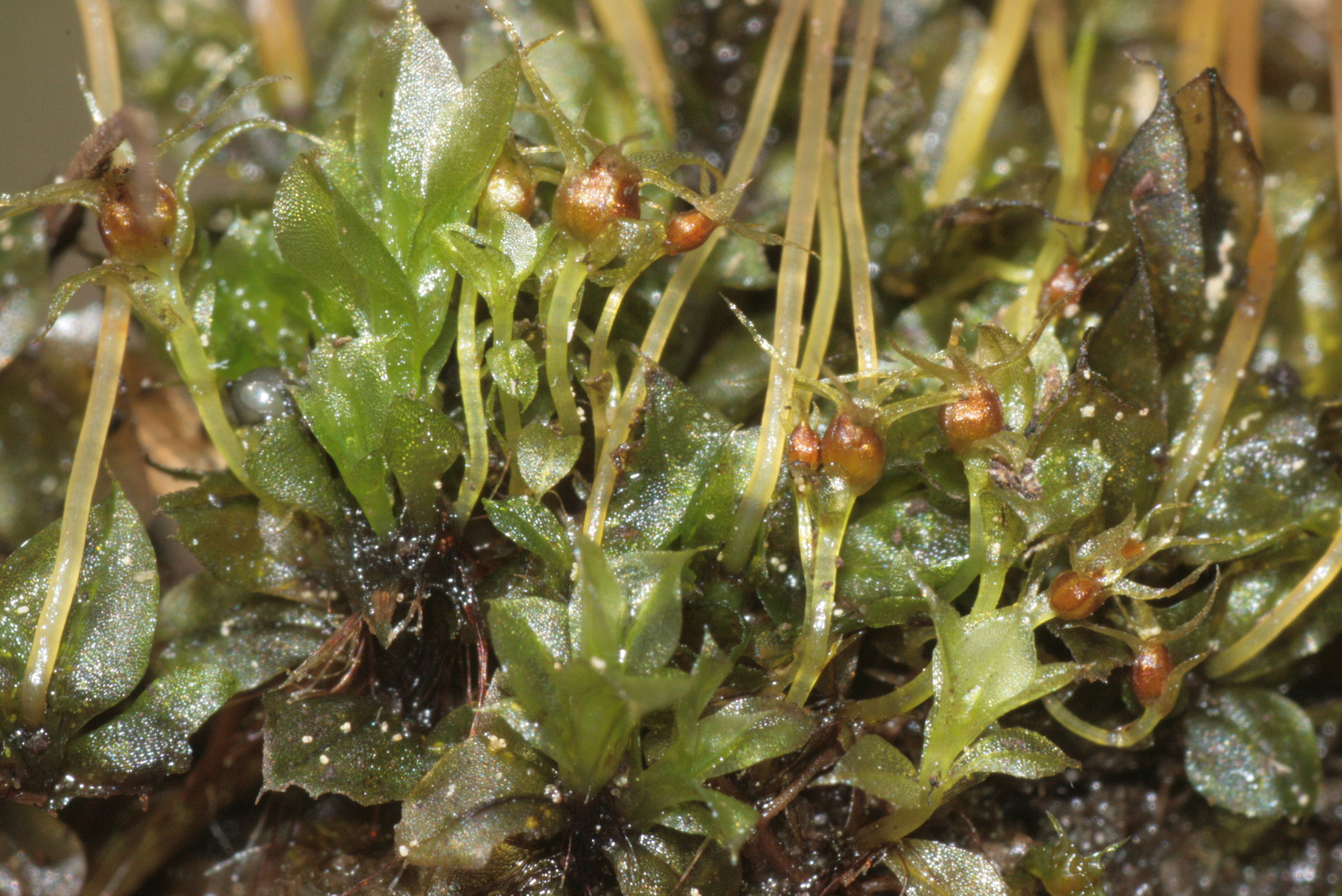
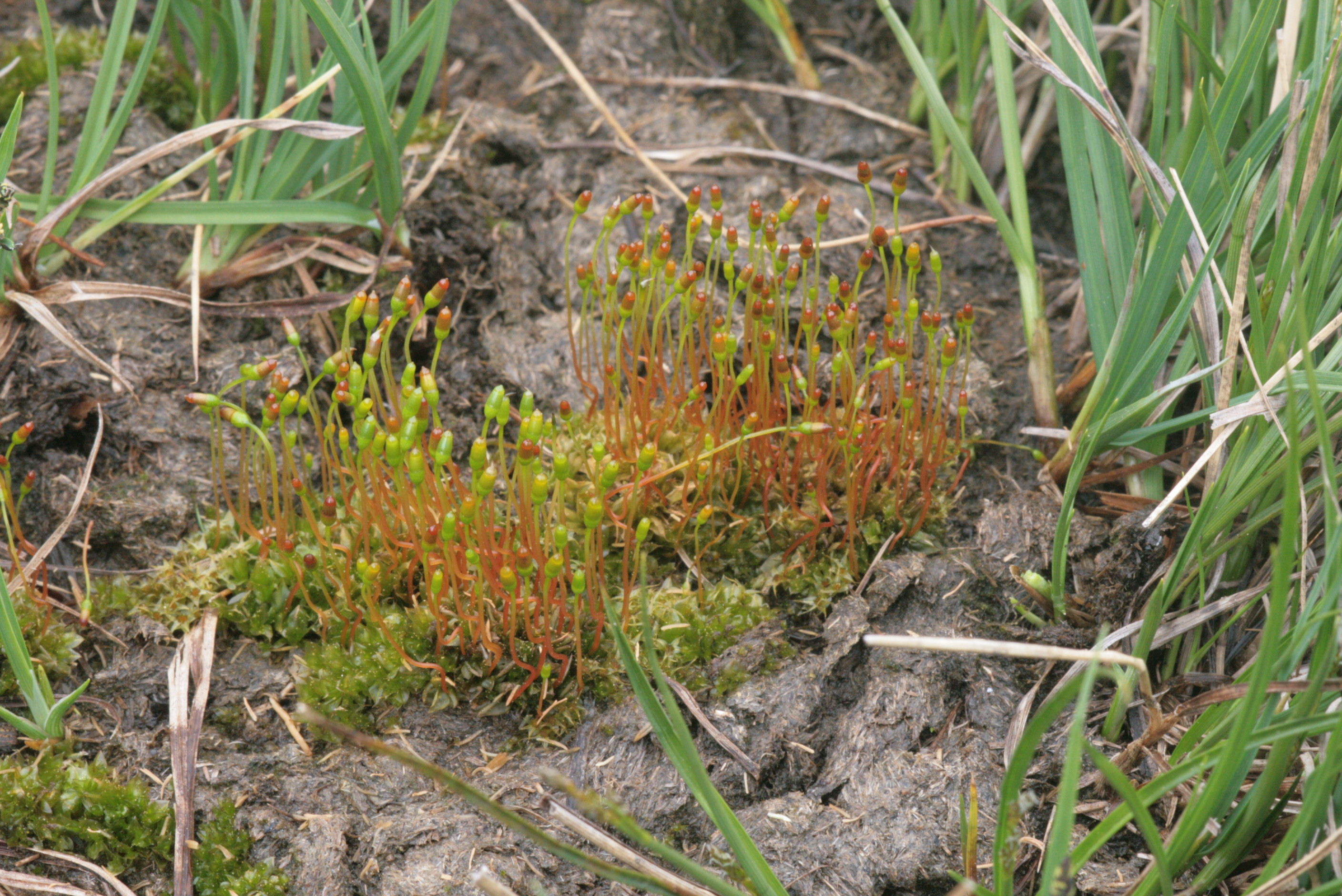
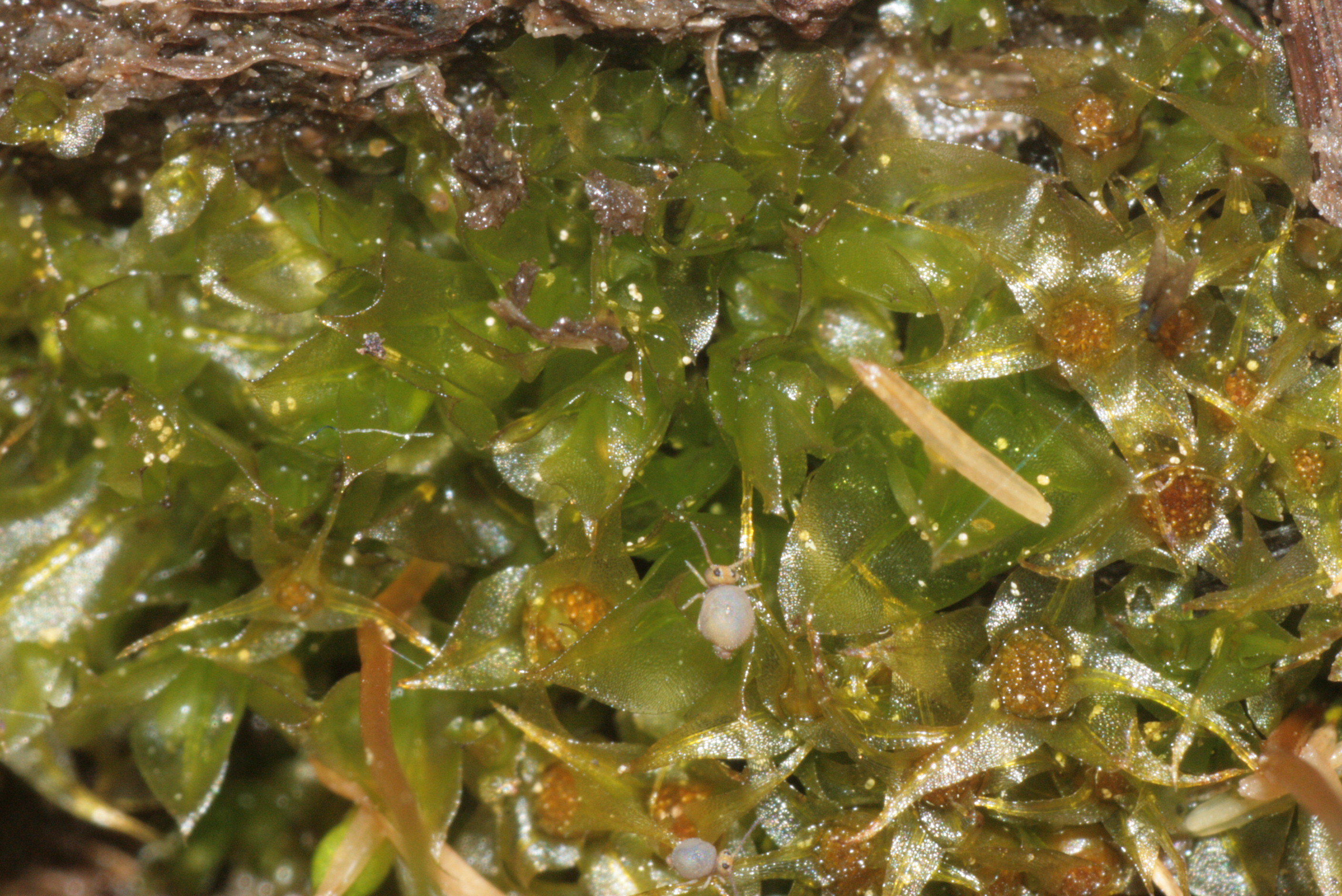